# 齒舞村
齒舞村（日语：〔〕／ Habomai mura */?）為過去位於日本北海道根室支廳東部的行政區劃，已於1959年4月1日併入根室市。過去的轄區包括根室半島東側及齒舞群島，在1945年9月後，由於蘇俄佔領齒舞群島，實際管轄區域僅剩根室半島部份。
村名的由來是阿伊努語中的「流冰退去的地方」（ha-apu-oma-i）。

## 歷史
- 1915年4月1日：齒舞群島上的齒舞村、沖根邊村、婦羅理村、沖根婦村、友知村與根室半島的珸瑤瑁村合併為新設立的齒舞村。[1]
- 1945年9月：蘇俄佔領齒舞群島，齒舞村公所遷移至根室半島。
- 1959年4月1日：齒舞村被併入根室市。[2]